# راغودوكة طويلة الأشواك
راغودوكة طويلة الأشواك (الاسم العلمي:Rhagodoca longispina ) هي نوع من العنكبوتيات تتبع جنس الراغودوكة من فصيلة الراغودات.